# Creodonta
A Creodonta fosszilis ragadozó emlősrend, mely a paleocén korszaktól a miocénig élt. Az uralkodó szárazföldi ragadozó emlősök voltak az 55 millió évvel ezelőtt kezdődött és 8 millió éve zárult időszakban. Virágkorukat – legnagyobb fajtagazdagságukat és dominanciájukat – az eocén idején élték.

## Evolúciójuk, taxonómiájuk

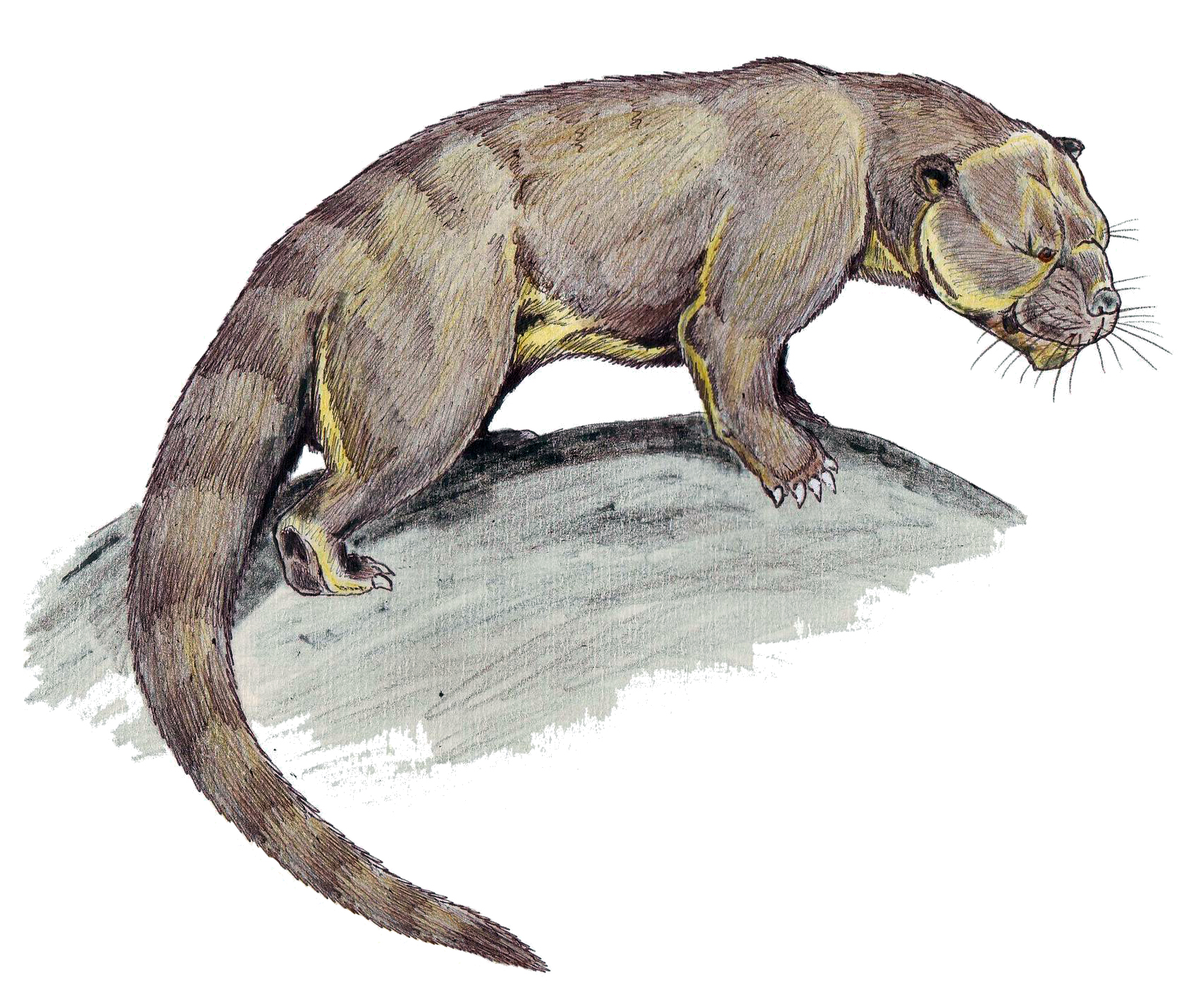
Patriofelis

Korábban a mai ragadozók (Carnivora) rend őseinek gondolták őket, a ma elterjedt nézet szerint azonban közös őstől származnak, és a creodonták egy folytatás nélküli mellékágat képviseltek. Az öregrenden belül a Ferae csoportba tartoztak. Közös vonásuk a Carnivora rend egyes tagjaival a nagy ollószerű tépőfog, amely segített nekik életterükben dominánssá válni. Egyes vélemények szerint a creodonták különböző csoportjai nem is egy őstől eredtek (polifiletikusak) és hasonló tulajdonságaikra a konvergens evolúció útján tettek szert, azaz egymástól függetlenül fejlődve, de hasonló kihívásokkal szembesülve.
Eredetük a késő kréta lehet, de szétrajzásuk csak a Kainozoikumban kezdődött. Az oligocén közepére Észak-Amerikában, Eurázsiában és Afrikában a Mesonychia rend ragadozói és a nagy testű, földön járó ragadozó madarak fölé kerekedtek, majd a Carnivorákkal keltek versenyre. Utolsó ismert nemük, a pakisztáni Dissopsalis mintegy 8 millió éve pusztult ki.

## Élőhelyeik
A creodonták Észak-Amerikában, Eurázsiában és Afrikában éltek a mai ragadozókhoz hasonló változatokban. Köztük volt a Megistotherium, amely egyes vélemények szerint a valaha élt legnagyobb szárazföldi ragadozó emlős volt: mérete akkora volt, mint egy bölényé, koponyája pedig kétszer akkora, mint egy tigrisé. (Nagyságban talán csak a mesonychida Andrewsarchus mongoliensis vetélkedhetett vele.) Előnyük a Carnivora korai képviselőivel, a miacidákkal szemben mintegy 35 millió évvel ezelőtt kezdett szűnni. Élőhelyeiket ma a medvefélék, macskafélék, kutyafélék és menyétfélék foglalják el.

## Kihalásuk okai

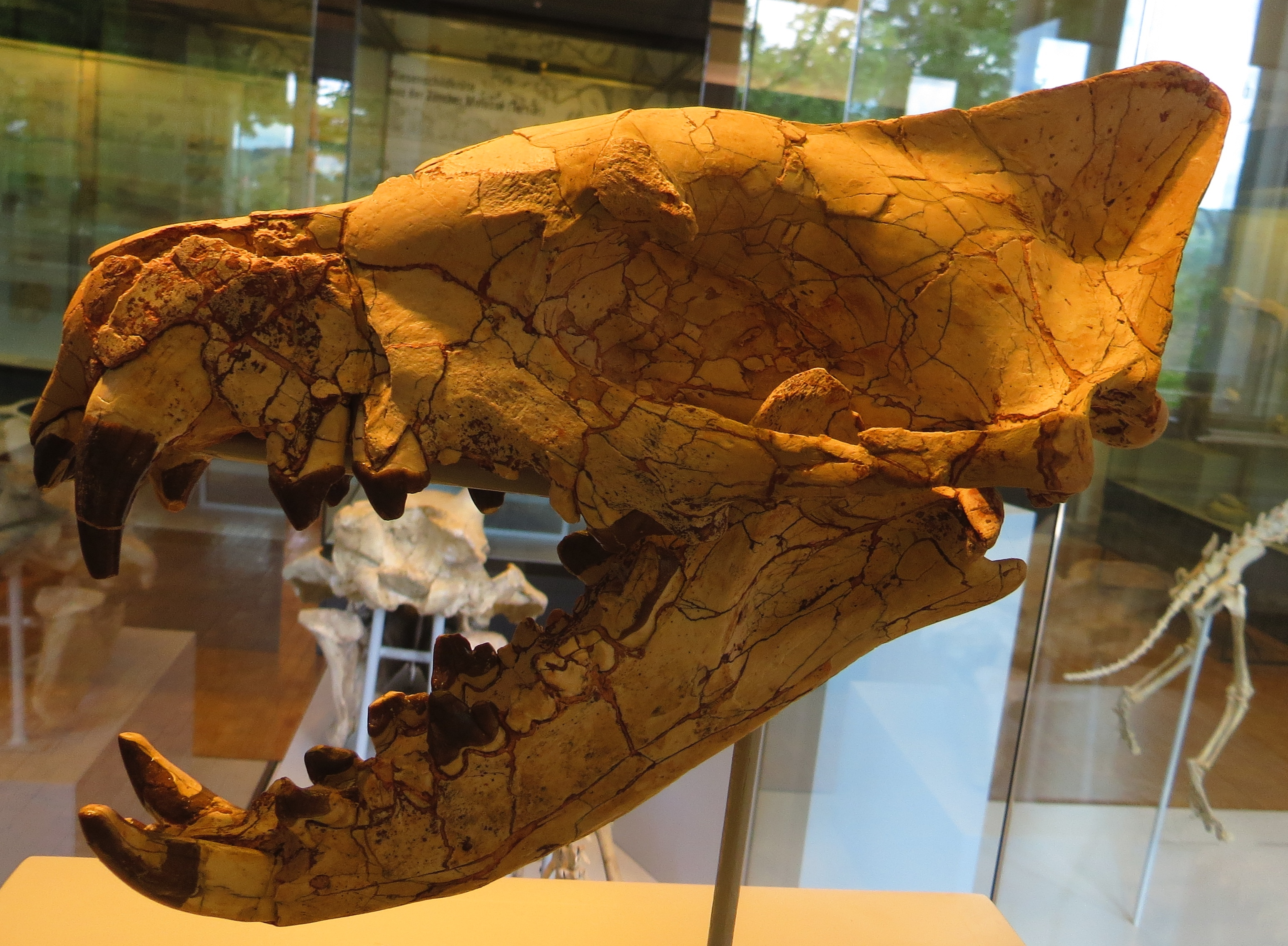
Egy Hyaenodon-faj koponyája

Pontosan még nem ismert, hogy miért válthatták fel a Carnivorák a Creodontákat. Lehet, hogy a Creodonták kisebb agytérfogata és nehézkesebb járása vezetett kihalásukhoz. Futásban nem versenyezhettek a későbbi uralkodókkal, mível a Creodonták hátsó lábainak izomzatát tartó csigolyanyúlványok nem úgy helyezkedtek el, hogy a tartós futás a préda után megérje a fáradságot. Ez a két tényező több millió év alatt döntötte el, hogy melyik marad életben és melyik hal ki. A Carnivorák alkalmazkodva az éghajlatváltozások következményeihez és a zsákmányállatok hosszabb lábához, tovább fejlődtek, míg a Creodonták képtelenek voltak erre. A fogazatuk is különbözött. A miacidáknál, mint a modern ragadozóknál az utolsó felső kisőrlők és az első alsó nagyőrlők képezték, illetve képezik a tépőfogakat, a rágásra alkalmas őrlőfogak ezek mögött vannak. Ezzel szemben a Creodontáknál a tépőfogak jóval hátrébb voltak – fajtól függően vagy az első felső nagyőrlők és a második alsó nagyőrlők, vagy a második felső nagyőrlők és a harmadik alsó nagyőrlők. A Creodonták kivétel nélkül ragadozó életmódot folytattak.

## Rendszerezésük

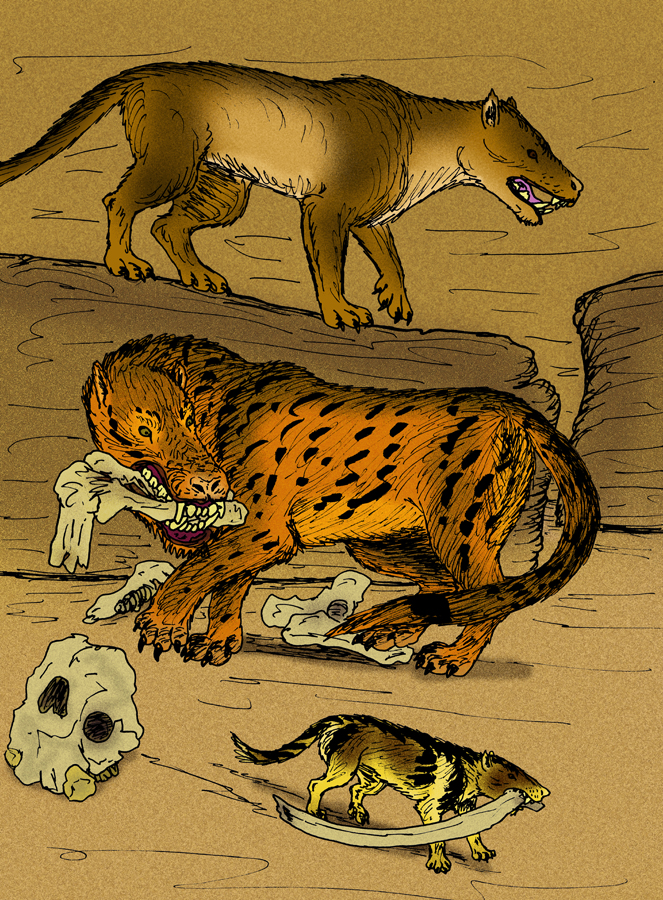
A Megistotherium a legnagyobb Hyaenodontidae

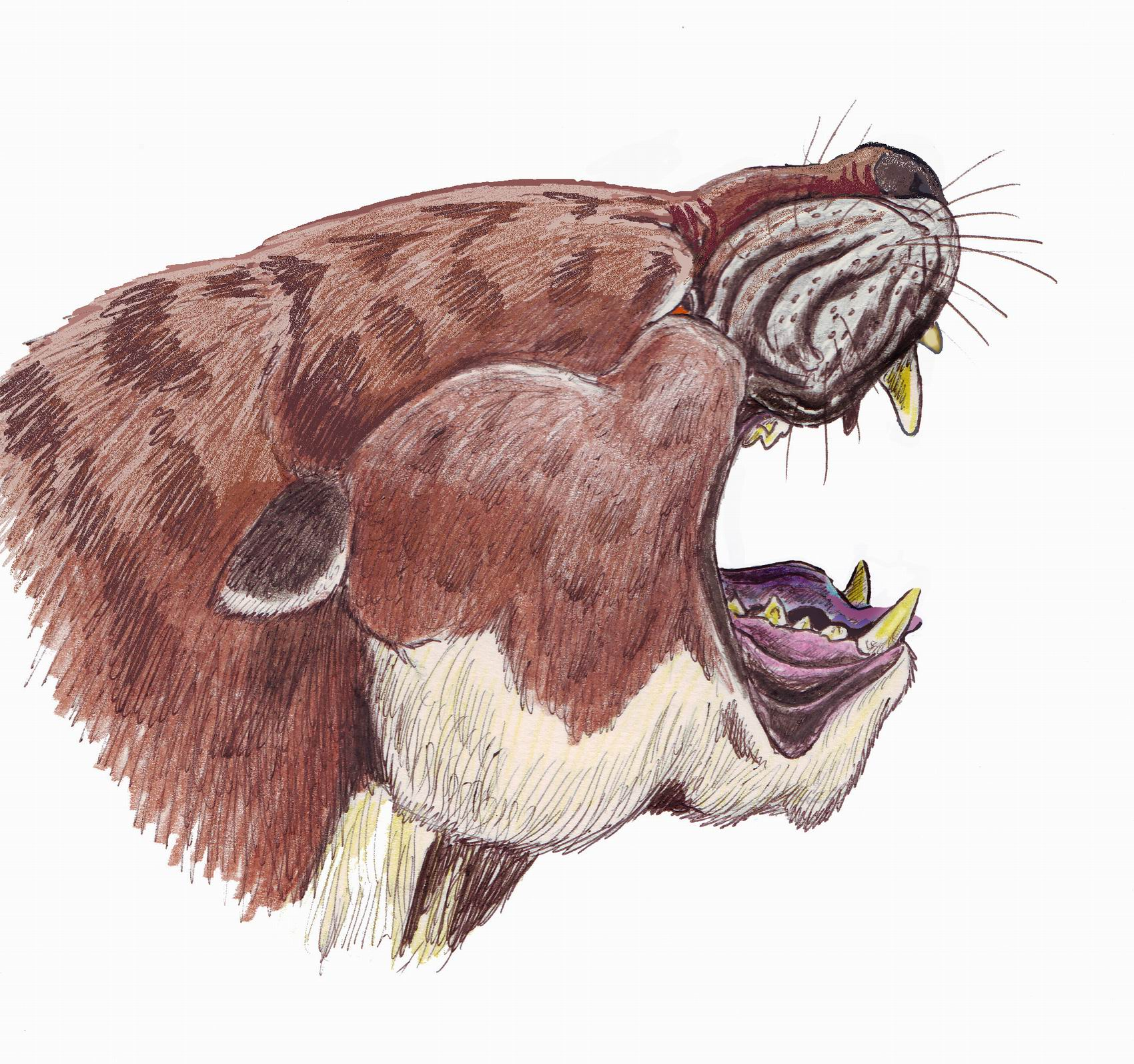
A Sarkastodon mongoliensis a legnagyobb Oxyaenidae

A rendbe 2 család és 7 családba besorolt alcsalád tartozik. Még nem tisztázott, ha a Machaeroidinae alcsalád a Hyaenodontidae családba vagy az Oxyaenidae családba tartozik-e. (e.g. Egi, 2001)
- Hyaenodontidae – késő paleocén – késő miocén
  - Hyaenodontinae
  - Hyainailourinae
  - Limnocyoninae
  - Proviverrinae
- Oxyaenidae – késő paleocén – késő eocén
  - Ambloctoninae
  - Oxyaeninae
  - Tytthaeninae